# マガール

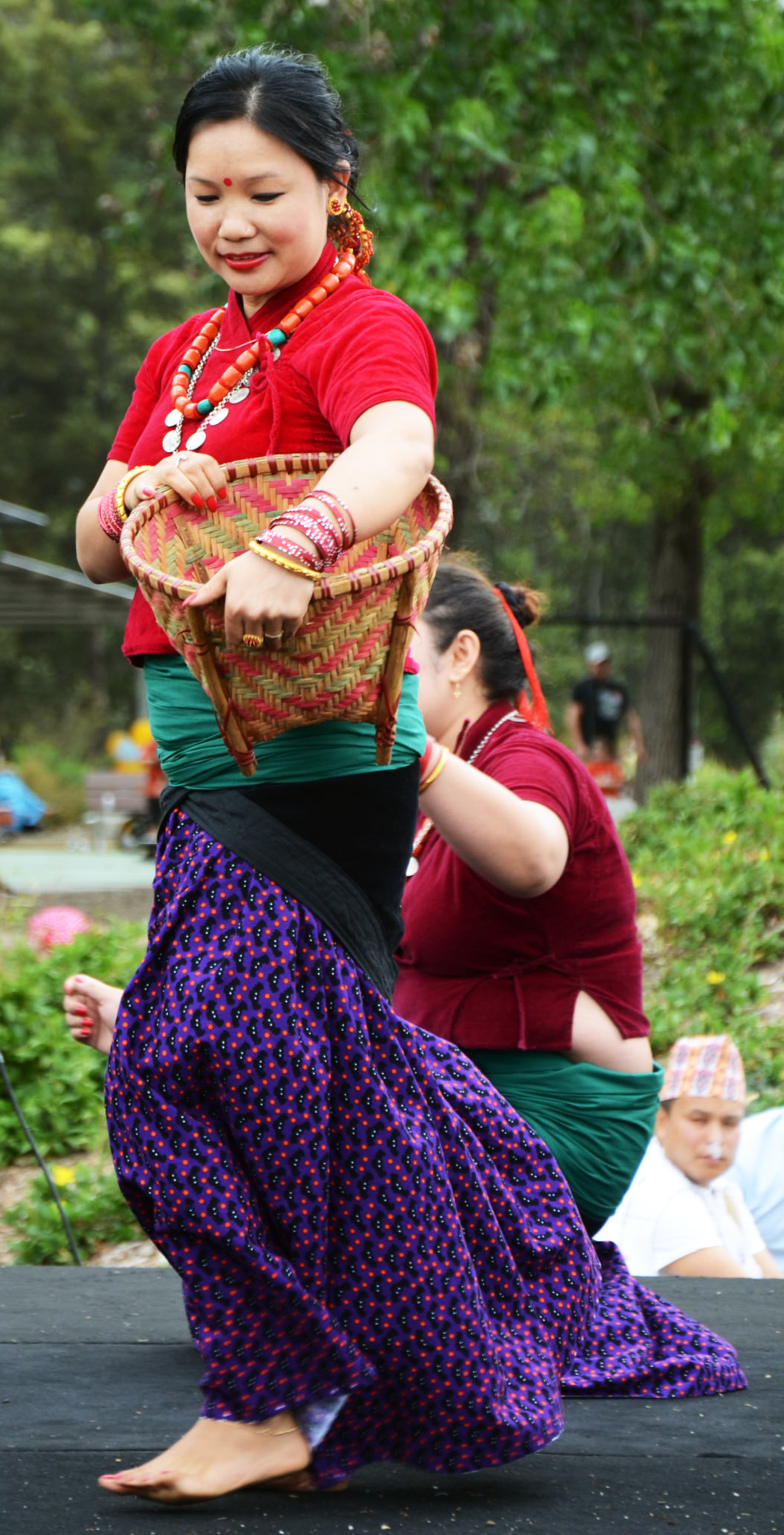
伝統的な衣装を着てお祭りで踊るマガールの女性（シドニー）

マガールはネパールおよび北インドの民族および、その言語。
言語はシナ・チベット語族。その居住地は、ヒマラヤ山脈のダウラギリ地域の西端、南端から、南はヒマラヤ前衛のマハーバーラト山脈、東はガンダキ盆地に広がっている。
2001年のネパールの国勢調査によると、162万2421人が自分をマガール民族に属すると認識し、これはネパールの人口の7.14%を占める。ネパール最大の先住民族である。
調査によれば、マガール人のほとんどは仏教徒で、ごくわずか、ヒンドゥー教徒がいるという。

## 歴史
ラプティ県の起伏の激しい高地、ルクム、サリャン、ロルパ、そしてピュタン郡に住むカム・マガールはシベリアから移住してきたものと考えられる。このことは、多くのシャーマニズムの儀式やそのほかの文化的特徴から確かなことである。
他のネパール人同様、マガール人の中には、ネパール内戦を戦ったものもいる。（ロルパ郡には毛沢東派の本拠があった。毛派の幹部になっているマガールもいる。）

## 言語
1,622,421人のマガール人のうち、770,116人がマガール語を母語として話している。ラプティ県のカム・マガールはカム語を話す。ドルパ郡のマガール人はタラリ語かカイケ語を話す。マガール諸語はチベット・ビルマ語派のBodic branchに属する。（en:Tibeto-Burman languages参照。）
略号は(ISO 639-3: mgp /ISO 639-3: mrd）である。

## 宗教
シベリアから伝わったシャーマニズムに加え、北部のマガール人はチベット仏教を信仰する。彼らの僧侶は「ブサル」として知られる。南部で少数の人だけがヒンドゥー教化した。それは、ヒンドゥー教、アニミズム、仏教の儀式との習合を生み出した。

## 職業
マガール人は伝統的に自給自足農業、牧畜、工芸、そして日雇い労働で暮らしてきた。
マガール人は、グルン人、ライ人その他のネパール丘陵地帯の軍事的民族とともに英軍、インド軍のグルカ連隊で活躍している。
今日では、医療や、教育、公務員、法律、ジャーナリズム、開発、航空などの専門職としても雇用されている。